# Paulo Pezzolano
Paulo Pezzolano est un footballeur uruguayen né le 25 avril 1983 à Montevideo en Uruguay. Il évolue durant sa carrière qui s'étend de 2001 à 2016 au poste de milieu offensif et se reconvertit en entraîneur.

## Palmarès
Real Valladolid CF
- Vice-Champion du Championnat d'Espagne de football de deuxième division 2023-2024

## Carrière
- 2001-2005 :  Club Atlético Rentistas
- 2005-2006 :  Clube Atlético Paranaense
- 2006-2007 :  Defensor Sporting Club
- 2007-jan. 2008 :  Club Atlético Peñarol
- depuis jan. 2008 :  Liverpool Fútbol Club
- 2009-déc. 2010 :  RCD Majorque (prêt)[1]